# Sören
Sören là một đô thị thuộc huyện Rendsburg-Eckernförde, trong bang Schleswig-Holstein, nước Đức. Đô thị Sören có diện tích 6,5 km², dân số thời điểm 31 tháng 12 năm 2006 là 205 người.